# 三浦站 (朝鲜)
三浦站（韓語：삼포역）是朝鮮民主主義人民共和國两江道三池渊郡的一個鐵路車站，属于三池渊线；已於2005年廢除。

## 邻近车站
三池渊线
獨山站 - 三浦站 - 阳水站